# Volvo ReCharge
La Volvo ReCharge è una concept car ibrida elettrica plug-in prodotta dalla casa automobilistica svedese Volvo e presentata al Salone dell'automobile di Francoforte nel 2007.

## Tecnica
Il veicolo è stato progettato per muoversi esclusivamente in modalità elettrica.
Le batterie a bordo gli permettono di percorrere fino a 100 km, distanza maggiore di quella percorsa dai pendolari americani che è di circa 40 km al giorno.
L'autonomia del veicolo viene incrementata tramite l'impiego di un piccolo motore a combustione interna di tipo flex-fuel il quale, collegato ad un generatore, carica le batterie a bordo.
La ReCharge utilizza due motori elettrici Hi-Pa Drive solidali alle ruote. Non sono quindi presenti ingranaggi come non è presente nessuna trasmissione o cambio di velocità. L'eliminazione della trasmissione incrementa l'efficienza di un percentuale variabile tra il 10 ed il 20 percento.
La connessione diretta e la presenza di un motore per ruota richiede però un apposito software che controlla che i due motori elettrici agiscano esattamente in sincrono tra di loro.